# Hyaleucerea leucoprocta
Hyaleucerea leucoprocta là một loài bướm đêm thuộc phân họ Arctiinae, họ Erebidae.